# Ceratina marginata
Ceratina marginata là một loài Hymenoptera trong họ Apidae. Loài này được Baker mô tả khoa học năm 1907.